# 口腔生化学
口腔生化学（こうくうせいかがく、英語：biochemistry and molecular dentistry）とは、基礎歯学の一分野で、主に生化学的・分子生物学的手法を用いて口腔内疾患および組織を研究する分野である。他の名称として、口腔分子生物学（こうくうぶんしせいぶつがく）、口腔医化学（こうくういかがく）などの呼び名がある。
現在、口腔のみならず全身組織などの研究も行っており、口腔に限定されたものではない。そのため、研究に従事している者は、歯科医師の他に遺伝子学者、免疫学者、理学者、工学者などさまざまな分野の研究者が従事している。ただし、口腔を主として発展してきたため、骨に関連した研究を行う者が多い。また、口腔細菌学（口腔微生物学）と関連する分野でもあり、両研究分野を兼ねる研究室もある。

## 関連学会
- 日本生化学会／日本分子生物学会
- 日本免疫学会／日本化学療法学会
- 日本細菌学会／日本感染症学会／日本環境感染学会／日本口腔感染症学会
- 日本ウイルス学会／日本エイズ学会／日本医真菌学会／日本寄生虫学会／日本臨床寄生虫学会
- 歯科基礎医学会／日本歯周病学会／日本臨床歯周病学会／日本歯科保存学会／日本歯科薬物療法学会
- （財）緒方医学化学研究所／臨床微生物迅速診断研究会／バイオフィルム研究会／日本ブドウ球菌研究会／レンサ球菌感染症研究会